# Неексудативна (сува) макуларна дегенерација (АМД) повезана са старењем
Неексудативна (сува) макуларна дегенерација повезана са старењем (АМД или АРМД) чини више од 90% пацијената са дијагнозом АМД,која је најчешћи узрок неповратног губитка вида у развијеном свету. Испад се може рано открити у овој болести без губитка вида. Како суви АМД напредује до атрофије мрежњаче и централне дегенерације мрежњаче, често долази до губитка централног вида. Генерално, неексудативни АМД има много спорији (који траје током деценија), прогресивни губитак вида у односу на ексудативни (влажни) АМД (који се развија током неколико месеци).

## Знаци и симптоми
Знаци и симптоми сувог АМД-а укључују следеће:
- Потешкоће са ноћним видом и променљивим светлосним условима (конкретно, промене у самоевалуацији Амслер мреже и проблеми са читањем)
- Споро прилагођавање унутрашњем светлу након боравка на отвореном
- Праве линије изгледају испрекидане или изобличене (нпр. електрични водови изгледају искривљени, прозорске завесе и летвице изгледају криво, слова недостају док читате)
- Визуелна флуктуација (неким данима, вид је лош; другим данима вид је побољшан)
- Потешкоће са читањем и разликовањем лица
- Метаморфопсија (изобличење визуелне слике) иако није главна притужба пацијената на суву АМД, али може бити присутна како атрофије које полако напредује. Међутим, брз почетак метаморфопсије забрињава,јер указује на развој влажног АМД-а.

## Дијагноза
Фундускопски преглед код пацијената са сумњом на АМД укључује следеће налазе:
- Рани до средњи неексудативни АМД: значајно је присуство више испада за рану АМД. За средњи АМД, испад може изгледати спојен са значајним променама пигмента и акумулацијом пигмента у задњем полу. Поред тога, пигментни епител ретине (РПЕ) често изгледа атрофичан, са лакшом визуализацијом васкуларног плексуса хороида
- Напредне фазе неексудативне АМД: спајање фокалних острва атрофије и формирање великих зона атрофије са озбиљно оштећеним видом
- Неексудативни влажни АМД: Ово је ново дефинисано стање АМД у којем су нови крвни судови видљиви на ангиографији очне кохерентне томографије (ОЦТА), али нема едема или цурења течности из ових нових судова
- Напредна АМД (влажна): хороидална неоваскуларизација: повишење РПЕ, ексудат, субретинална течност или крварење

### Процедуре
Флуоресцеинска ангиографија: има вредност код пацијената са АМД који примећују недавни почетак или погоршање вида повезано са метаморфопсијом 
- Процена Амслер мреже: камен темељац процене неексудативне АМД
- Очна кохерентна томографија (ОЦТ) мрежњаче
- ОЦТА мрежњаче
- Биомикроскопија са прорезаном лампом
- Биопсија и хистолошки преглед

### Имиџинг снимања
- Фотографија фундуса и аутофлуоресценција фундуса: најбољи модалитет за праћење неексудативне АМД
- Оптичка кохерентна томографија (опционо; може се користити за праћење прогресије болести): за испитивање дебљине мрежњаче
- Мултифокална електроретинографија (опционо; може се користити за праћење прогресије болести): за процену функционалног одговора ретиналних штапића и чуњића

## Терапија
Превенција је најбољи третман за неексудативни АМД, јер не постоји задовољавајући метод за лечење овог стања. Акумулирани докази сугеришу да је АМД генетска болест.
Лечење ексудативне АМД може укључивати следеће:
- Интравитреална инјекција ранибизумаба, бевацизумаба, афлиберцептома или пегаптаниб натријума
- Фотодинамичка терапија са вертепорфином
- Операција применом термалне ласерске фотокоагулације

Нефармакотерапија за влажну и суву АМД:
- Антиоксидативни витамински и минерални суплементи (витамин А, витамин Е, цинк и лутеин).[1][2][3][4]
- Скрининг за оштећену видну оштрину
- Заокружене нијансе (нпр. наранџасто обојена, плава блокирајућа сочива): Ефикасно решење за одложено прилагођавање тами и за заштиту очију од директне сунчеве светлости
- Избегавање/престанак употребе дувана због ризика од конверзије у ексудативни АМД